# Michel Lagrée
Michel Lagrée, né le 2 mai 1946 à Rennes (Ille-et-Vilaine) et mort le 15 octobre 2001 à Cesson-Sévigné (Ille-et-Vilaine), est un historien français spécialisé dans l'histoire du catholicisme qui s'est particulièrement attaché à l'analyse des rapports entre religion et modernité.

## Biographie
Après des études secondaires au lycée Littré d'Avranches puis au lycée Chateaubriand de Rennes où il poursuit ses études supérieures en classe préparatoire, Michel Lagrée intègre l'école normale supérieure de Saint-Cloud en 1967. Il obtient l'agrégation d'histoire en 1970 et après un séjour au lycée Beaumont de Redon, enseigne l'histoire-géographie au lycée Joliot-Curie de Rennes de 1974 à 1986, assurant également des enseignements de classe préparatoire au lycée Chateaubriand.
En 1969 il soutient sa maîtrise d'histoire sous la direction de René Rémond à l'université Paris X-Nanterre puis sa thèse de doctorat de IIIe cycle en 1974 à l'université de Rennes 2 où il est nommé maître de conférences en 1986. Il y soutient son doctorat d'État en 1991 et y est nommé professeur d'histoire contemporaine la même année, acceptant aussitôt la première direction du campus Mazier de Saint-Brieuc qu'il assume jusqu'en 1993. Il est alors nommé directeur adjoint de l'unité de formation et de recherche en sciences sociales (UFR), poste qu'il assume jusqu'en 1996.
En 1993 il est nommé expert auprès du comité national d'évaluation des universités . De 1998 à 2000 il dirige l'unité mixte de recherche (UMR) du centre de recherche historique sur les sociétés et cultures de l'ouest européen (CRHISCO). Enfin il est le fondateur de la collection Histoire des Presses universitaires de Rennes.

## Recherches
La participation de Michel Lagrée aux réflexions du groupe de la Bussière de 1972 à 2000 reste déterminante dans son évolution intellectuelle en matière d'approche de la discipline historique. À partir de 1990 il contribue aux travaux de l'unité de recherche associée URA 1022 et au Centre d'histoire religieuse et culturelle sous la direction de Jean Quéniart. L'ensemble de son activité recouvre particulièrement les champs suivants : histoire des patronages, catholicisme breton, religion et modernité.

### L'histoire des patronages
Son mémoire de maîtrise soutenu en 1969 fait date dans les recherches sur l'histoire des patronages paroissiaux. Yvon Tranvouez note que cet intérêt pour le rôle des institutions catholiques dans l'histoire de la culture de masse perdure : ainsi, sur la centaine d'articles ou contributions qu'il a publiés, dix concernent directement les activités et l'histoire de la Fédération sportive et culturelle de France (FSCF). Sa contribution à l'étude du développement du cinéma dans le milieu des patronages reste particulièrement notoire. Son collègue et ami Étienne Fouilloux insiste sur son intérêt pour le sport et surtout pour la technique.

### Le catholicisme breton
Il consacre ensuite sa thèse de 3e cycle (publiée avec des compléments en 1977) à l'histoire du catholicisme en Bretagne :
- Mentalités, religion et histoire en Haute-Bretagne au XIXe siècle : le diocèse de Rennes, 1815-1848, Paris, Klincksieck, 1977, 492 p. (ISBN 2-252-02049-0, BNF 34602687)[6].

L'exploration de ce domaine perdure : 
- avec Francis Orhant, Grégoire et Cathelineau ou la Déchirure, Paris, Éditions ouvrières, 1988, 118 p. (ISBN 2-7082-2558-8, BNF 34932990)[7] et sa thèse d'État, également publiée, y demeure toujours consacrée, faisant de l'œuvre de Michel Lagrée une référence de ce champ de recherche :
- Religion et culture en Bretagne, 1850-1950, Paris, Éditions Fayard, 1992, 601 p. (ISBN 2-213-02924-5, BNF 35519433)[8].

### Religion et modernité
Nommé professeur d'histoire contemporaine à l'université Rennes 2 Haute Bretagne, il est un des principaux acteurs du renouveau de l'histoire religieuse contemporaine. Il s'est particulièrement attaché à l'étude des rapports entre la religion et le contexte social contemporain :
- avec Jehanne Roche, Tombes de mémoire : la dévotion populaire aux victimes de la Révolution dans l'Ouest, Rennes, Éditions Apogée, 1993, 148 p. (ISBN 2-909275-12-4, BNF 35603873)[10]
- La bénédiction de Prométhée. Religion et technologie, XIXe – XXe siècles, Paris, Editions Fayard, 1999, 438 p. (ISBN 2-213-60426-6, BNF 37079764)[11],[N 3].

Un recueil de ses principaux articles a été publié sous forme d'hommage après son décès :
- Religion et modernité. France, XIXe – XXe siècles, Rennes, Presses universitaires de Rennes, 2002, 395 p. (ISBN 2-86847-772-0, BNF 38952608).

## Distinctions
Michel Lagrée, qui a parfois manifesté quelques réserves à l'égard des distinctions honorifiques, est membre de l'ordre des palmes académiques et chevalier de l'ordre de Saint-Grégoire-le-Grand.

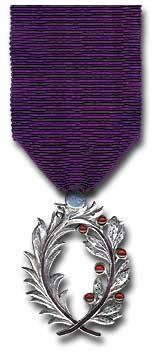
médaille de chevalier de l’ordre des Palmes académiques.
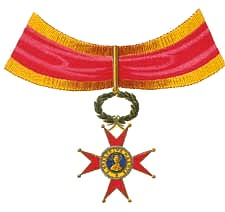
cravate de l'ordre de Saint-Grégoire-le-Grand.